# MARINE
『MARINE』（マリン）は、丹下桜の2作目のベストアルバム。2000年8月3日、KONAMIより発売された。

## 解説
- 夏に関する曲を集めた、サマーベストアルバム。
- コナミが作成したアルバムで、丹下桜本人は制作に関与していない。

## 収録曲
1. MERMAID [5:41]
1stアルバム『Be Myself』収録
作詞：丹下桜、作曲：山口美央子、編曲：新川博
2. I Feel The Wind [5:17]
2ndアルバム『MAKE YOU SMILE』収録
作詞：田辺智沙、作曲：宮島律子、編曲：田辺恵二
3. Brand-new everyday [4:05]
3rdアルバム『New Frontier』収録
作詞：丹下桜、作曲：上畑正和、編曲：水島康貴
4. コズミック・ラプソディー [4:59]
作詞：田辺智沙、作曲：原田真二、編曲：田辺恵二
3rdシングル「tune my love」収録
5. マリン [5:49]
2ndアルバム『MAKE YOU SMILE』収録
作詞・作曲：遊佐未森、編曲：T2
6. My Wish [4:23]
1stアルバム『Be Myself』収録
作詞：丹下桜、作曲：ながつきまろん、編曲：新川博
7. ふたりの夏 [5:41]
作詞：岡田実音、作曲：岡田実音、編曲：岡田実音・高島智明
9thシングル「Bright shine on time」収録
8. tick away the landscape [4:15]
4thアルバム『Neo-Generation』収録
作詞・作曲：岡田実音、編曲：岡田実音・高島智明
9. じぶんにできる何かで [4:52]
3rdアルバム『New Frontier』収録
作詞・作曲：西脇唯、編曲：福田裕彦
10. inner space trip [5:09]
4thアルバム『Neo-Generation』収録
作詞：丹下桜、作曲：朝井泰生、編曲：福田裕彦
11. Telephone [4:01]
1stアルバム『Be Myself』収録
作詞：田辺智沙、作曲：中崎英也、編曲：新川博
12. 女神達の夜明け -Alice mix- [5:01]
ミニアルバム『Alice』収録
作詞：吉元由美、作曲:朝井泰生、編曲：福田裕彦・朝井泰生
13. Little Wing [4:01]
2ndアルバム『MAKE YOU SMILE』収録
作詞：丹下桜、作曲：宮島律子、編曲：田辺恵二
14. 少女時代 [3:32]
3rdアルバム『New Frontier』収録
作詞・作曲：原由子、編曲：重実徹
斉藤由貴のカバー曲（原由子のセルフカバーもアルバム『MOTHER』に収録されている）
15. メトロポリス [4:26]
4thアルバム『Neo-Generation』収録
作詞：丹下桜、作曲・編曲：朝井泰生